# Кампо Казино (Фрозиноне)
Кампо Казино је насеље у Италији у округу Фрозиноне, региону Лацио.
Према процени из 2011. у насељу је живело 32 становника. Насеље се налази на надморској висини од 477 м.